# Китайська гора Чжан
«Китайська гора Чжан» (англ. China Mountain Zhang) — науково-фантастичний роман американської письменниці Морін Ф. Мак-Г'ю, опублікований у 1992 році. Роман складається з декількох історій, які вільно переплітаються.

## Назва
Назва роману походить від імені головного героя, молодого гея, який має змішане китайське та пуерто-риканське походження, Рафаеля Джана (некитайське ім'я), китайська версія його імені — Джан Джоншань (Zhang Zhongshan). Його китайське ім'я Джоншань утворене шляхом поєднання первинних слів «центр» та «гора». Таким чином, «Китайська гора» є іншим варіантом прочитання його китайського прізвища. (Джоншань також є одним з відомих імен китайського революційного лідера Сунь Ятсена.)

## Сюжет
Основні події роману передбачають виховання людини у майбутньому, в якому домінує Китай, де США після періоду економічної кризи пережили комуністичну революцію («Кампанію „Очищення вітрів“»). Особиста еволюція головного героя описується паралельно з чотирма іншими історіями у формі його спогадів, інші ж герої прогресують від зарозумілих аутсайдерів до пошуку місця в суспільстві.

## Аллюзії / посилання на фактичну історію, географію та теперішню науку
На другому плані XX століття, в якому китайський комуністичний режим домінує у світі. Роман трохи незвичний для наукової фантастики, оскільки жоден із персонажів не викликає значних змін в навколишньому світі; а також не використовує жодних стандартних наукових фантастичних тропів.
Нью-Йорк таймс про книгу, коли вона вперше опублікована: «Перша хороша річ, яку надає роман читачеві, — це можливість поділитися з задоволенням від відкриття, на мою думку, доробок пані Мак-Г'ю нагадує найкращі роботи Семюела Р. Ділейні та Кіма Стенлі Робінсона, не будучи найменш похідним».

## Зв'язок з іншими роботами
Події короткого оповідання Мак-Г'ю «Захист» відбуваються у тій же історії майбутнього, що й «Китайська гора Чжан», детально описуючи життя дрібних злочинців у таборі «Реформа через трудову діяльність» в Канзасі у майбутній комуністичній системі.

## Нагороди та номінації
Роман був номінований на премію «Г'юго» за найкращий роман та премію премію «Неб'юла» за найкращий роман та став переможцем премії «Лямбда», премії «Локус» за найкращий перший роман та меморіальної премії ім. Джеймса Тіптрі-молодшого.